# Денешть (Васлуй)
Денешть, Денешті (рум. Dănești) — село у повіті Васлуй в Румунії. Входить до складу комуни Денешть.
Село розташоване на відстані 294 км на північний схід від Бухареста, 23 км на північ від Васлуя, 34 км на південь від Ясс.

## Населення
За даними перепису населення 2002 року у селі проживали 680 осіб, з них 679 осіб (99,9%) румунів. Рідною мовою 679 осіб (99,9%) назвали румунську.